# Tour de la Pharmacie Centrale
Die Tour de la Pharmacie Centrale ist ein tunesisches Straßenradrennen.
Die Tour de la Pharmacie Centrale ist ein Etappenrennen, das 2006 zum ersten Mal ausgetragen. Seitdem ist es auch Teil der UCI America Tour und ist in die UCI-Kategorie 2.2 eingestuft. Das Rennen findet im März oder April statt. Rekordsieger ist der Tunesier Hassen Ben Nasser, der das Rennen schon zweimal für sich entscheiden konnte. Zwischen 2009 und 2017 gab es keine Austragung des Etappenrennens.
2018 wurde es wieder veranstaltet, aber musste wegen schlechten Wetters auf zwei Etappen verkürzt werden. Daraufhin wurde die Schlussetappe als Eintagesrennen Grand Prix International Pharmacie Centrale de Tunisie ausgefahren und war ebenfalls Teil der UCI Africa Tour. Dort war es als Rennen der Kategorie 1.2 klassiert.

## Siegerliste
| Jahr | Sieger            | Zweiter           | Dritter           |
| ---- | ----------------- | ----------------- | ----------------- |
| 2006 | Hassen Ben Nasser | Thomas Rabou      | Jean-Noël Wolf    |
| 2007 | Hassen Ben Nasser | Aymen Berini      | Matthias Sellnow  |
| 2008 | Thomas Nosari     | Hassen Ben Nasser | Eddy Lamoureux    |
| 2018 | Gaëtan Bille      | Adrien Thomas     | Stéphane Poulhiès |

### Grand Prix International Pharmacie Centrale de Tunisie
- 2018  Gruffudd Lewis